# Paysage au crépuscule
Paysage au crépuscule est un tableau de Vincent van Gogh, datant des derniers mois de sa vie, en juin 1890, représentant deux poiriers devant les lumières du couchant, avec au loin le château d'Auvers-sur-Oise dans les arbres.

## Composition
Le tableau représente le crépuscule ou les feux du couchants, sur deux grands arbres dans un champ, avec au loin des bois et le château d'Auvers-sur-Oise. Ce château, du XVIIe siècle, est le plus grand monument de la commune ; situé sur une colline boisée, il domine la vallée de l'Oise. 
Les branches des arbres, sombres et enchevêtrés, forment un net contraste avec le ciel d'un jaune lumineux. C'est ce ciel doré qui donne son caractère au tableau, conformément aux goûts de Van Gogh, qui recherche davantage l'effet que le réalisme.

Van Gogh évoque lui-même cette toile dans une lettre du 24 juin 1890 : 

« Enfin un effet de soir – deux poiriers tout noirs contre ciel jaunissant. Avec des blés et dans le fond violet le château encaissé dans la forêt sombre. »

— Présentation au musée d'Orsay.

## Description technique
C'est une peinture à l'huile sur toile  de 50,2 × 101 cm soit un format large, dit « double carré »,. Depuis juin 1890, Van Gogh utilise ce format pour une trentaine de toiles, presque toutes des paysages ;  il coupe lui-même la toile dans un grand rouleau,. Paysage au crépuscule est un des premiers de cette série.

## Historique, provenance
Le tableau est daté du 20 au 22 juin 1890.
Il est la propriété de son frère Theo van Gogh fin juin 1890, puis de la veuve de celui-ci, Jo van Gogh-Bonger, et de leur fils, Vincent Willem van Gogh. Il est prêté de nombreuses fois au Rijksmuseum Amsterdam, puis donné en 1952 à la première fondation Vincent van Gogh, puis à la fondation Theo van Gogh, enfin à la nouvelle fondation Vincent van Gogh, en prêt permanent au Rijksmuseum à partir de 1973, puis depuis 1994 en prêt permanent au musée Van-Gogh d'Amsterdam.